# Djébel el-Nour
Jabal al-Nour ou Jabal al-Nur ou Jabal Nur (en arabe : جبل النور [jabal an-nūr]), oronyme signifiant littéralement « la montagne de la lumière », est une montagne d'Arabie saoudite située à 4 km au nord-ouest de La Mecque et culminant à 642 m. Elle abrite la grotte de Hira où Mahomet affirme avoir reçu sa première révélation d'Allah au travers de l'ange Jibril.